# 제61회 골든 글로브상
제61회 골든 글로브상은 2003년 상영된 영화 중 가장 뛰어난 영화를 수상하기 위해 2004년 1월에 열린 시상식이다. 미국,캘리포니아/비버리 힐튼 호텔에서 개최되었다.

## 수상 및 후보

### 세실 B. 데밀 상
- 마이클 더글라스 수상

### 작품상-드라마
- 반지의 제왕 3 - 왕의 귀환 - 피터 잭슨 수상
- 콜드 마운틴 - 안소니 밍겔라
- 마스터 앤드 커맨더: 위대한 정복자 - 피터 위어
- 미스틱 리버 - 클린트 이스트우드
- 씨비스킷 - 게리 로스

### 여우주연상-드라마
- 몬스터 - 샤를리즈 테론 수상
- 콜드 마운틴 - 니콜 키드먼
- 진주 귀걸이를 한 소녀 - 스칼렛 요한슨
- 킬 빌 - 1부 - 우마 서먼
- 써틴 - 에반 레이첼 우드
- 베로니카 게린 - 케이트 블란쳇

### 남우주연상-드라마
- 미스틱 리버 - 숀 펜 수상
- 콜드 마운틴 - 주드 로
- 모래와 안개의 집 - 벤 킹슬리
- 라스트 사무라이 - 톰 크루즈
- 마스터 앤드 커맨더: 위대한 정복자 - 러셀 크로우

### 작품상-뮤지컬코미디
- 사랑도 통역이 되나요? - 소피아 코폴라 수상
- 러브 액츄얼리 - 리차드 커티스
- 슈팅 라이크 베컴 - 거린다 차다
- 빅 피쉬 - 팀 버튼
- 니모를 찾아서 - 앤드류 스탠튼

### 여우주연상-뮤지컬코미디
- 사랑할 때 버려야 할 아까운 것들 - 다이안 키튼 수상
- 투스카니의 태양 - 다이안 레인
- 프리키 프라이데이 - 제이미 리 커티스
- 사랑도 통역이 되나요? - 스칼렛 요한슨
- 캘린더 걸스 - 헬렌 미렌

### 남우주연상-뮤지컬코미디
- 사랑도 통역이 되나요? - 빌 머레이 수상
- 스쿨 오브 락 - 잭 블랙
- 나쁜 산타 - 빌리 밥 손튼
- 캐리비안의 해적 - 블랙 펄의 저주 - 조니 뎁
- 사랑할 때 버려야 할 아까운 것들 - 잭 니콜슨

### 여우조연상
- 콜드 마운틴 - 르네 젤위거 수상
- 러브 인 카지노 - 마리아 벨로
- 에이프릴의 특별한 만찬 - 패트리시아 클락슨
- 아메리칸 스플렌더 - 홉 데이비스
- 써틴 - 홀리 헌터

### 남우조연상
- 미스틱 리버 - 팀 로빈스 수상
- 씨비스킷 - 윌리암 H. 머시
- 러브 인 카지노 - 알렉 볼드윈
- 라스트 사무라이 - 와타나베 켄
- 빅 피쉬 - 앨버트 피니
- 섀터드 글래스 - 피터 사스가드

### 외국어 영화상
- 천상의 소녀 - 세디그 바르막 수상
- 메시어 이브라임 - 프랑수아 뒤페롱
- 굿바이 레닌 - 볼프강 벡커
- 야만적 침략 - 데니 아르캉

### 감독상
- 반지의 제왕 3 - 왕의 귀환 - 피터 잭슨 수상
- 사랑도 통역이 되나요? - 소피아 코폴라
- 마스터 앤드 커맨더: 위대한 정복자 - 피터 위어
- 콜드 마운틴 - 안소니 밍겔라
- 미스틱 리버 - 클린트 이스트우드

### 각본상
- 사랑도 통역이 되나요? - 소피아 코폴라 수상
- 러브 액츄얼리 - 리차드 커티스
- 미스틱 리버 - 브라이언 헬겔랜드
- 천사의 아이들 - 짐 쉐리단,나오미 쉐리단,커스틴 쉐리단
- 콜드 마운틴 - 안소니 밍겔라

### 음악상
- 반지의 제왕 3 - 왕의 귀환 - 하워드 쇼어 수상
- 빅 피쉬 - 대니 엘프만
- 콜드 마운틴 - 가브리엘 야리드
- 진주 귀걸이를 한 소녀 - 알렉상드르 데스플라
- 라스트 사무라이 - 한스 짐머

### 주제가상
- 반지의 제왕 3 - 왕의 귀환 - 하워드 쇼어 수상
- 반지의 제왕 3 - 왕의 귀환 - 프란 월쉬 수상
- 반지의 제왕 3 - 왕의 귀환 - 애니 레녹스 수상
- 모나리자 스마일 - 엘튼 존
- 빅 피쉬 - 에디 베더
- 콜드 마운틴 - 스팅
- 천사의 아이들 - 보노,게빈 프라이데이,모리스 시저

### 여우주연상-TV 미니시리즈,영화
- 엔젤스 인 아메리카 - 메릴 스트립 수상

### 남우주연상-TV 미니시리즈,영화
- 엔젤스 인 아메리카 - 알 파치노 수상

### 여우조연상-TV
- 엔젤스 인 아메리카 - 메리-루이스 파커 수상

### 남우조연상-TV
- 엔젤스 인 아메리카 - 제프리 라이트 수상

## 같이 보기
- 제76회 아카데미상
- 제24회 골든 래즈베리상
- 제10회 미국 배우 조합상
- 제56회 프라임타임 에미상
- 제57회 영국 아카데미 영화상